# Alpiner Muschelkalk
Alpiner Muschelkalk ist eine veraltete lithostratigraphische Bezeichnung für verschiedene, meist bzw. überwiegend kalkige Gesteinseinheiten der unteren Mitteltrias (Anisium) in den Ostalpen (inkl. Südalpen), von denen angenommen wurde, dass sie das zeitliche Äquivalent des Germanischen Muschelkalks darstellen.

## Geschichte

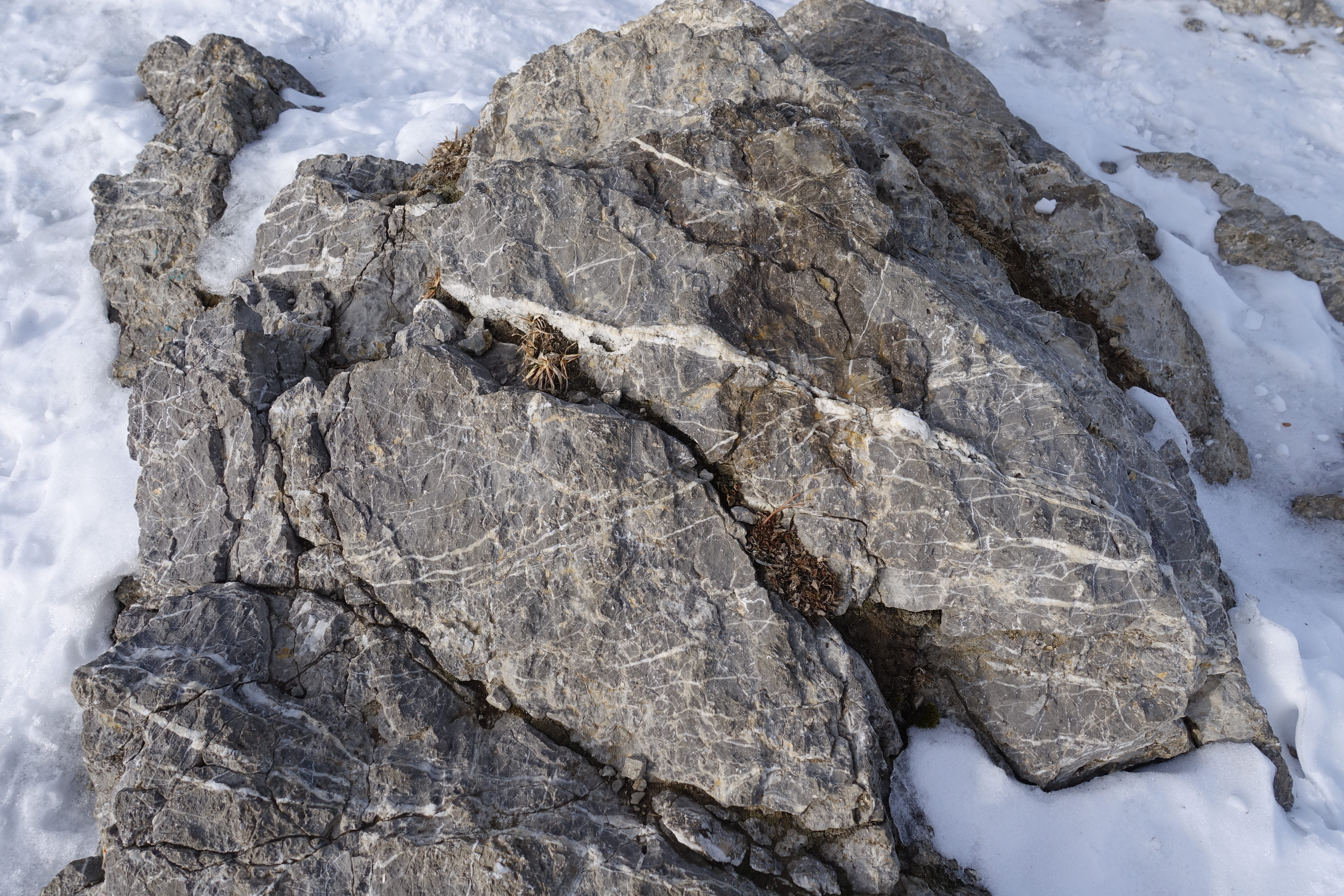
Gutenstein-Formation am Kasberg, Oberösterreich

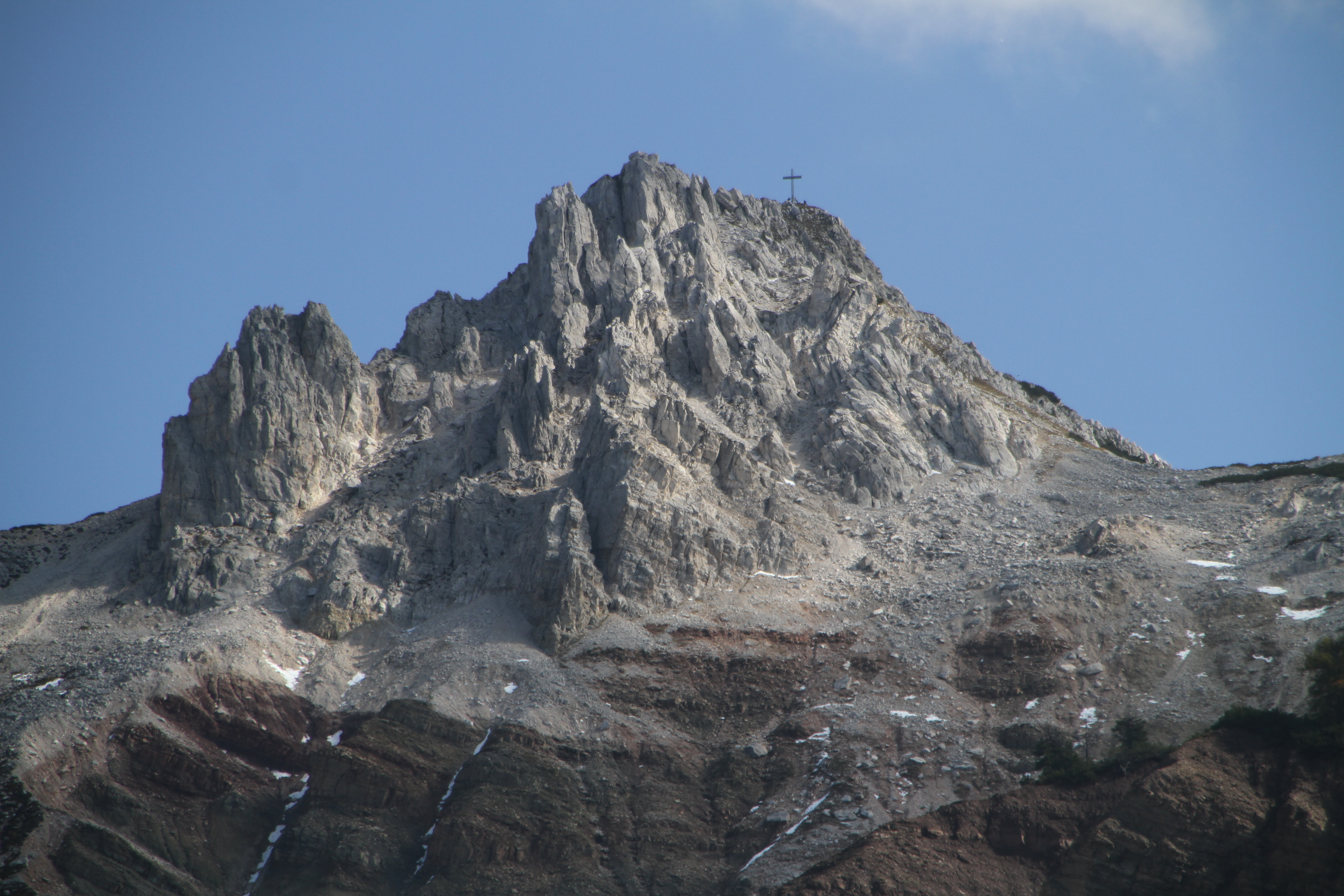
Das aus anisischem Sarldolomit bestehende Aldeiner Weißhorn in Südtirol

Der Begriff Alpiner Muschelkalk soll nach Johann Frisch erstmals von Carl Wilhelm von Gümbel im Jahr 1860 für meist bzw. überwiegend kalkige Gesteinseinheiten der unteren Mitteltrias in den Ost- und Südalpen verwendet worden sein, von denen er annahm, dass sie das zeitliche Äquivalent des Germanischen Muschelkalks darstellen. Bei Gümbel findet sich jedoch der exakte Begriff Alpiner Muschelkalk nicht, sondern er spricht vom Muschelkalk der Alpen (oder auch vom Alpenmuschelkalk). In der weiteren Folge wurde der Begriff oft recht unterschiedlich gebraucht. In der älteren Literatur wurde der Begriff Alpiner Muschelkalk auch im übertragenen Sinn als Zeitabschnitt aufgefasst. 
In der zweiten Hälfte des 20. Jahrhunderts setzte sich allgemein die Meinung durch, den Begriff als Faziesbegriff für jene Schichten zu verwenden, die zwischen den Reichenhaller Schichten (Reichenhall-Formation) im Liegenden und dem Wettersteinkalk und dessen zeitlichen Äquivalenten im Hangenden lagern. Diese Einheit wurde nun auch als Alpiner Muschelkalk im engeren Sinne bezeichnet.
Es handelt sich um faziell recht unterschiedliche, überwiegend graue bis schwarze, kalkige, auch dolomitische Sedimentgesteine, die heute in verschiedene Formationen unterteilt werden:
- Gutenstein-Formation und Virgloria-Formation
- Steinalm-Formation
- Alplspitz-Formation (Typlokalität Alplspitze in den westlichen Lienzer Dolomiten nördlich des Golzentipp[4])
- in den Südalpen: Richthofen-Konglomerat, Mendeldolomit (Typlokalität Mendelpass) bzw. Sarldolomit (Typlokalität Sarlkofel bei Toblach und Niederdorf[5]) und Buchenstein-Formation (Typlokalität Buchenstein)

Nach der eingeengten Definition sind die Gesteinsfolgen (Formationen) des Alpinen Muschelkalks in die chronostratigraphische Stufe des Anisium zu stellen. 
Von manchen älteren Autoren wurden auch die überlagernden Reiflinger Kalke (Reifling-Formation) (oder auch nur die älteren Teile) zum Alpinen Muschelkalk gerechnet, ebenso (ältere) Anteile der Partnach-Formation, des Wettersteinkalks und -dolomits und des Ramsaudolomits bzw. in den Südalpen der Schlern-Gruppe. In dieser Auffassung kann der Alpine Muschelkalk vom Anisium bis in das Ladinium reichen. 
Vor allem aufgrund der unterschiedlichen Auffassungen, welche Schichten zum Alpinen Muschelkalk zu rechnen sind, wurde der Begriff in der wissenschaftlichen Literatur fast gänzlich aufgegeben. In der Stratigraphischen Tabelle von Österreich wird er nicht mehr verwendet.